# Właściwy cel
Właściwy cel (ang. Perfect Target, hiszp. Alvo perfeito) – amerykańsko-meksykański film akcji z 1997 roku, wyreżyserowany przez Sheldona Letticha, z Danielem Bernhardtem obsadzonym w roli głównej. Produkcja niezależna, przeznaczona na rynek video/DVD (direct-to-video).

## Obsada
- Daniel Bernhardt − David Benson
- Jim Pirri − Miguel Ramirez
- Dara Tomanovich − Teresa Ramirez
- Robert Englund − pułkownik Shakwell
- Brian Thompson − major Oxnard
- Julieta Rosen − Isabela Santiago Casillas

## Opis fabuły
Najemnik David Benson po nieudanej misji w Iranie wyjeżdża do Ameryki Łacińskiej. Po bójce w barze trafia do więzienia. Z pomocą przychodzi mu przełożony z wojska, który pomaga mu w wydostaniu się z zakładu karnego. W zamian za wolność Benson zostaje ochroniarzem prezydenta jednej z bananowych republik. Na skutek intryg spiskowców, działających w najbliższym otoczeniu głowy państwa, prezydent ginie, a Benson zostaje oskarżony o współudział z zabójstwie. Świetnie wyszkolony były komandos chroni się w lokalnej dżungli, jednocześnie prowadząc poszukiwania swojej zaginionej ukochanej.

## Realizacja i wydanie
Film kręcono od 16 czerwca do 8 lipca 1996 roku. Produkcja i montaż obrazu zajęły trzy kolejne kwartały, by wiosną kolejnego roku Właściwy cel mógł został wydany.
Premiera filmu odbyła się 28 kwietnia 1997 na terenie Niemiec. Dopiero 17 września projekt opublikowano na kasetach video w rodzimych dla twórców Stanach Zjednoczonych. Po latach film wydano w Polsce; 15 października 2008 projekt ukazał się na dysku DVD nakładem Monolith Films.
Szacowany budżet filmu wynosił dwa miliony dolarów amerykańskich.